# Metonímia
La metonímia (del grec meta, 'més enllà', i -ònim, 'denominació') és la identificació d'un terme amb el nom d'un altre no perquè s'assemblen formalment sinó per una relació semàntica basada en el veïnatge conceptual, és a dir, en la contigüitat. La relació entre els dos termes pot ser de caràcter divers: el tot per la part (sinècdoque), autor per obra, lloc de procedència per producte, continent per contingut, etc.
Per exemple, «El duc demanà la mà de la princesa al rei»: quan es parla de la mà de la princesa es refereix a tota la princesa. La relació de contigüitat entre la mà de la princesa i la princesa resideix que és la part del tot. En una metàfora no hi ha cap relació de contigüitat entre tots dos significats.
«Es va menjar el danone»: és clar que no es va menjar la marca, però sí un iogurt.
«Anem a prendre una copa»: per contigüitat entre el continent i el contingut, en aquest exemple fem servir l'un per l'altre. Semblantment, també hi ha metonímia en «Quin bon plat!», quan sovint ens referim al contingut (àpat) i no pas al continent (plat).

## Tipus
Exemples de modalitats de substitució:
- L'autor per l'obra
- La causa per l'efecte
- El continent pel contingut
- L'abstracte pel concret
- El concret per l'abstracte
- La matèria per l'objecte
- La seu per la institució

## Metonímia en la lingüística
Roman Jakobson ha realitzat una explicació de les relacions entre metonímies i metàfores guiant-se per les consideracions estructuralistes de Saussure. D'altra banda, el mateix Jakobson explica en part la diferència de certes afàsies, metonímiques les unes, metafòriques les altres. Jakobson considera que la metonímia es relaciona amb el que l'antropòleg James George Frazer ha classificat com a màgia per contagi, i que la metàfora es relaciona amb el que el mateix Frazer anomena màgia homeopàtica o imitativa. També Jakobson suggereix que els processos de l'inconscient, denominats per Sigmund Freud «desplaçament» i «condensació», podrien equiparar-se a la metonímia i a la metàfora, respectivament. A partir d'això Lacan expressa que l'inconscient està estructurat com un llenguatge, mitjançant processos de tipus metonímic i metafòric.
En la semiòtica de la metonímia cal dir que les principals modalitats de metonímia es donen segons la relació dels termes en joc; per exemple: de continent a contingut («va beure un got d'aigua» en lloc de «va beure l'aigua que estava dins d'un got»); de matèria a objecte («la carn» en sentit figurat -o metonímic- per al·ludir al cos); de lloc de procedència («un rioja» en lloc de «un vi de la Rioja»); de l'abstracte al concret i del signe a la cosa significada o viceversa. Usant una terminologia típica de la semiòtica, pot dir-se que la metonímia és el desplaçament d'algun significat, des d'un significant cap a un altre significant, que li és proper en alguna cosa.
En les últimes dècades, particularment des de la publicació de Metaphors We Live By de George Lakoff el corrent intel·lectual conegut com a lingüística cognitiva ha reprès l'estudi de la metonímia com a fenomen conceptual que juntament amb la metàfora conceptual constitueix un mecanisme bàsic d'organització lingüística a nivell tant sincrònic com a diacrònic. La metonímia no és, no obstant això, un fenomen exclusiu de l'organització lingüística sinó que és reconeguda per les ciències cognitives com una operació cognitiva general fonamental en processos cognitius bàsics com la percepció, l'atenció i la memòria.

## Metonímia en la psicoanàlisi
En psicoanàlisi, d'acord amb la teoria lacaniana, la metonímia és un dels dos processos psíquics (l'altre és la metàfora) usats per l'inconscient per manifestar-se. L'exemple següent tracta d'il·lustrar aquest punt: una persona que odiï el seu pare, en no poder fer conscient aquest sentiment, desenvolupa una aversió aparentment inexplicable cap a la marca de cigarrets que aquest fuma. En aquest cas, allò que el pare significa per al subjecte (significat) es trasllada del significant inicial (el pare) cap a un altre que hi està relacionat (els cigarrets).